# Berättelsen är världens språk
Berättelsen är världens språk (engelska The Telling) är en science fiction-roman skriven av Ursula K. Le Guin. Den utspelar sig i hennes fiktiva universum Hain-cykeln. 
Den handlar om Sutty, en kvinna som är utsänd från Jorden av de intergalaktiska vetenskapliga samarbetsrådet Ekumenen till planeten Aka. På Aka pågår ett hårt förtryck och utplåning av all gammal form av religion, kultur och språk. Den politiska ledningen på Aka vill enomföra en snabb modernisering via Ekumenes teknologiska utbyte. Sutty som själv blir nyfiken och ska utforska just gamla kulturen, men inser att politiska förändringar har genomförts på hennes urplanet och gjort att den öppna och toleranta värld hon lämnat inte finns längre.